# うわの空アート展
『うわの空アート展』はうわの空・藤志郎一座主催のアート展、劇団員及び劇団と親交のあるアーティストによるグループ展。

## うわの空アート展2014
- ギャラリー：新高円寺GALLERY工+with
- 開催日：2014年8月23日(土)～30日(土)
- 主催：うわの空・藤志郎一座
- プロデュース：村木藤志郎

### 出展者
- 小宮孝泰（俳優・タレントコント赤信号）　「石猫」
- 石井正則（俳優・タレントアリtoキリギリス）　写真「代々木TOM」
- 荒井清和（漫画家）　イラスト「Beat meets girl」
- Dr.レオン（マジシャン）　「ワンピースのDNA」
- 萬歳淑（芸術家）　紙工芸「冒険者」[3]
- ポカスカジャン（コミックバンドワハハ本舗）　「玉拓」
- ふじいあきら（マジシャン）　焼き物「萩焼の湯呑み」
- きくりん（芸人）　絵ネタ「理系学校の組体操」
- 林家彦いち（落語家）　「電気スタンドバイミー2014」
- 野村宗弘（漫画家）　鉄線アート「子供の頃のスーパーアイドル」「ふたり暮らし」
- ピョコタン（漫画家）　節分イベント攻略ヘルメット「鬼はココ」
- 三本木久城（映画撮影）　写真「ムービーキャメラマンのまなざし」
- 植田中（映画監督）　「団地の午後」
- 志和浩司（カメラマン）　写真「hometown」
- 笹公人（歌人）×とんだばやしロンゲ（漫画家）　掛け軸「秘密基地」
- ケチャップ河合（芸人）　「自己主張」
- おかもとひろこ（シンガー）　色鉛筆画「宇宙」
- あおいありす（コスプレアイドル）　画「感情の誕生」
- 瀬戸川加代（行政書士）　油絵「黄色い朝」
- 大石浩二（漫画家）
- まがりひろあき（漫画家）
- みずしな孝之（漫画家・うわの空・藤志郎一座劇団員）　油絵「猪鹿蝶」
- 島優子（うわの空・藤志郎一座劇団員）　紙粘土「鮭以外もウソです」
- 小栗由加（うわの空・藤志郎一座劇団員）　消しゴム版画「小栗ゴシックB」
- 西村晋弥（ミュージシャン・うわの空・藤志郎一座劇団員）　画「俺にも叫ばせろ」
- 荒木太郎（うわの空・藤志郎一座劇団員）　色鉛筆画「真珠の首飾りの小栗さん」
- 藤田翔子（うわの空・藤志郎一座劇団員）　鉛筆画「大好き！」
- 永井雅也（うわの空・藤志郎一座劇団員）　かるた「野球応援歌百人一首」
- 八木里望（うわの空・藤志郎一座研究生）　「考え事」
- ツチダマミ（うわの空・藤志郎一座スタッフ）　アクリル絵の具「BREAK Time」
- 高橋奈緒美（うわの空・藤志郎一座劇団員）　羊毛フェルト「BOOcafe no BOOparfait」
- 島田実（うわの空・藤志郎一座劇団員）　陶芸「翡翠釉の水盤・茶釉のソース差し」
- 村木藤志郎（うわの空・藤志郎一座座長）　ピアノ曲「プロムナードU」